# Gopo pentru cel mai bun machiaj și cea mai bună coafură
Gopo pentru cel mai bun machiaj și cea mai bună coafură este un premiu acordat în cadrul galei Premiilor Gopo.
Câștigătorii și nominalizații acestei categorii sunt:

## Anii 2000
- 2009 Ioana Ioniță, Dana Roșeanu - Nunta mută
  - Ruth Philipp, Heiner Niehues, Clara Tudose - Cocoșul decapitat

## Anii 2010
- 2010 Michelle Constantinides, Dana Busoiu, Catherine Crassac, Adelina Popa - Concertul
  - Dana Roșeanu - Cea mai fericită fată din lume
  - Maria Andreescu, Domnica Sava - Weekend cu mama
  - Maria Andreescu, Lidia Ivanov - Cele ce plutesc

- 2011 Dana Roșeanu - Caravana cinematografică
  - Andreea Lupu, Maria Anton - Portretul luptătorului la tinerețe
  - Lidia Ivanov, Edwina Vodă - Eva

- 2012 Dana Roșeanu, Domnica Bogodan  – Bună! Ce faci?
  - Andreea Dumitrescu, Bianca Boeroiu  – Loverboy
  - Ștefan Enache, Corina Brăilescu  – Periferic
  - Andreea Tudose, Cristina Temelie  – Dacă bobul nu moare

- 2013 Lia Manțoc  – Undeva la Palilula
  - Augustina Stanciu  – Toată lumea din familia noastră
  - Dana Istrate  – Despre oameni și melci

- 2014 Cristina Temelie, Nastasia Mateiu  – Domnișoara Christina
  - Dana Roșanu  – Domestic
  - Ina Lucichina, Micola Ponomarenco  – La limita de jos a cerului
  - Dana Roșeanu, Domnica Sava  – Poziția copilului
  - Dana Roșeanu, Nina Ioniță  – Sunt o babă comunistă

- 2015 Lucas Coulon, Maria Andreescu, Laura Ozier, Elena Tudor  – Closer to the Moon
  - Alexandra Bîrlădianu, Dana Bușoiu  – Kyra Kyralina
  - Violeta Marinescu  – O poveste de dragoste, Lindenfeld
  - Dana Moldoveanu – Poarta Albă
  - Adelina Popa, Miruna Panaitescu – Q.E.D.

- 2016 Petya Simeonova, Bianca Boeroiu, Domnica Bogodan  – Aferim!
  - Dana Roșeanu  – Carmen
  - Valetin Valov, Bianca Boeroiu  – De ce eu?

- 2017 Bianca Boeroiu, Domnica Bodogan  – Inimi cicatrizate
  - Gabriela Crețan  – Câini
  - Gina Dan, Ada Radu  – Două lozuri
  - Stefanija Roso, Mojca Gorogranc  – Sieranevada
  - Marga Ștefan, Andreea Dardea  – #Selfie 69

- 2018 Cătălin Ciutu, Dana Roșeanu și Iulia Roșeanu  – 6,9 pe scara Richter
  - Cristina Paul și Heike Ersfeld  – Ana, mon amour
  - Domnica Bodogan și Dana Roșeanu  – Aniversarea
  - Domnica Bodogan și Bianca Boeroiu  – La drum cu tata
  - Lidia Ivanov și Bianca Boeroiu  – Un pas în urma serafimilor

- 2019 Dana Roșeanu, Iulia Roșeanu, Domnica Bodogan  – Moromeții 2
  - Dana Angelescu și Fanny Fallourd  – Charleston
  - Bianca Boeroiu  – Dragoste 1. Câine
  - Ioana Covali, Irina Ianciuș, Ștefan Enache  – În pronunțare
  - Iulia Roșeanu, Domnica Bodogan  – Pororoca

## Anii 2020
- 2020 Domnica Bodogan, Nastasia Mateiu și Clara Tudose  – Maria, Regina României
  - Alex Gherase, Milen Ivanov și Ioana Covali  – Nu mă atinge-mă
  - Ioana Nadoleanu și Dora Codiță  – Heidi
  - Manuela Tudor, Bianca Marca și Tania Crăciun, Alexandru Sassu  – Arest.
  - Marga Ștefan și Gabriela Crețan  – La Gomera

- 2021 Bianca Boeroiu și Domnica Bodogan  – Tipografic Majuscul
  - Dana Moldoveanu și Lidia Ivanov  – Urma
  - Iulia Popescu și Dejana Petrucic  – Ivana cea Groaznică
  - Manuela Simionescu și Dana Roșeanu  – 5 Minute

- 2022 Dana Roșeanu, Elena Tudor și Manuela Tudor  – Malmkrog
  - Betty Făcăianu, Nicoleta Petrache, Lidia Ivanov, Camelia Borcan  – Și atunci, ce e libertatea?
  - Bianca Boeroiu și Elena Tudor  – Luca
  - Daniela Busoiu și Alexandra Bârlădeanu  – Scara
  - Gabriela Gociu și Manuela Tudor  – Otto barbarul

- 2023 Irina Ianciuș, Marie-Pierre Hattabi  – Metronom
  - Bistra Ketchidjieva  – Căutătorul de vânt
  - Ayfer Cadâr, George Bogdan Negrișan  – Crai nou
  - Bianca Boeroiu, Bogdan Lazăr  – Miracol
  - Bistra Ketchidjieva, Andreea Lupu  – Oameni de treabă

- 2024 Petya Simeonova, Domnica Bodogan  – Libertate
  - Gabriela Crețan  – Boss
  - Margareta Ștefan, Bianca Boeroiu  – Nu aștepta prea mult de la sfârșitul lumii
  - Sandra Potamian  – Spre nord
  - Raluca Moldoveanu, Elena Tudor  – Visul

- 2025 Iulia Roșeanu, Domnica Bodogan  – Anul Nou care n-a fost
  - Domnica Bodogan, Sandra Potamian  – Căsătoria
  - Sandra Potamian, Manuela Tudor  – Moromeții 3
  - Dora Codiță, Adelina Handuri, Ramona Geamăn  – Săptămâna Mare
  - Gabriela Crețan  – Trei kilometri până la capătul lumii